# Loup-Denis Elion
Pour les articles homonymes, voir Elion.
Loup-Denis Elion est un acteur et chanteur (ténor) français, né le 9 septembre 1979 à Fontenay-aux-Roses (Hauts-de-Seine).
Il est connu notamment pour le rôle de Cédric dans la série télévisée Scènes de ménages.

## Biographie

### Jeunesse
Né d'une mère française et d'un père congolais, Loup-Denis Elion est le frère du chanteur-beatboxeur-rappeur Sly Johnson, ancien membre du Saïan Supa Crew. Montrant peu d'intérêt pour les études, il suit une scolarité aménagée à partir de 13 ans. L'après-midi il chante dans le chœur d'enfants de la Maîtrise de Paris. Il joue également du violon pendant une quinzaine d'années. Il a pratiqué plusieurs sports dont l'escrime et le viet vo dao, mais aussi le jonglage et l'acrobatie. Après avoir obtenu son baccalauréat, il se destine à la scène.

### Acteur

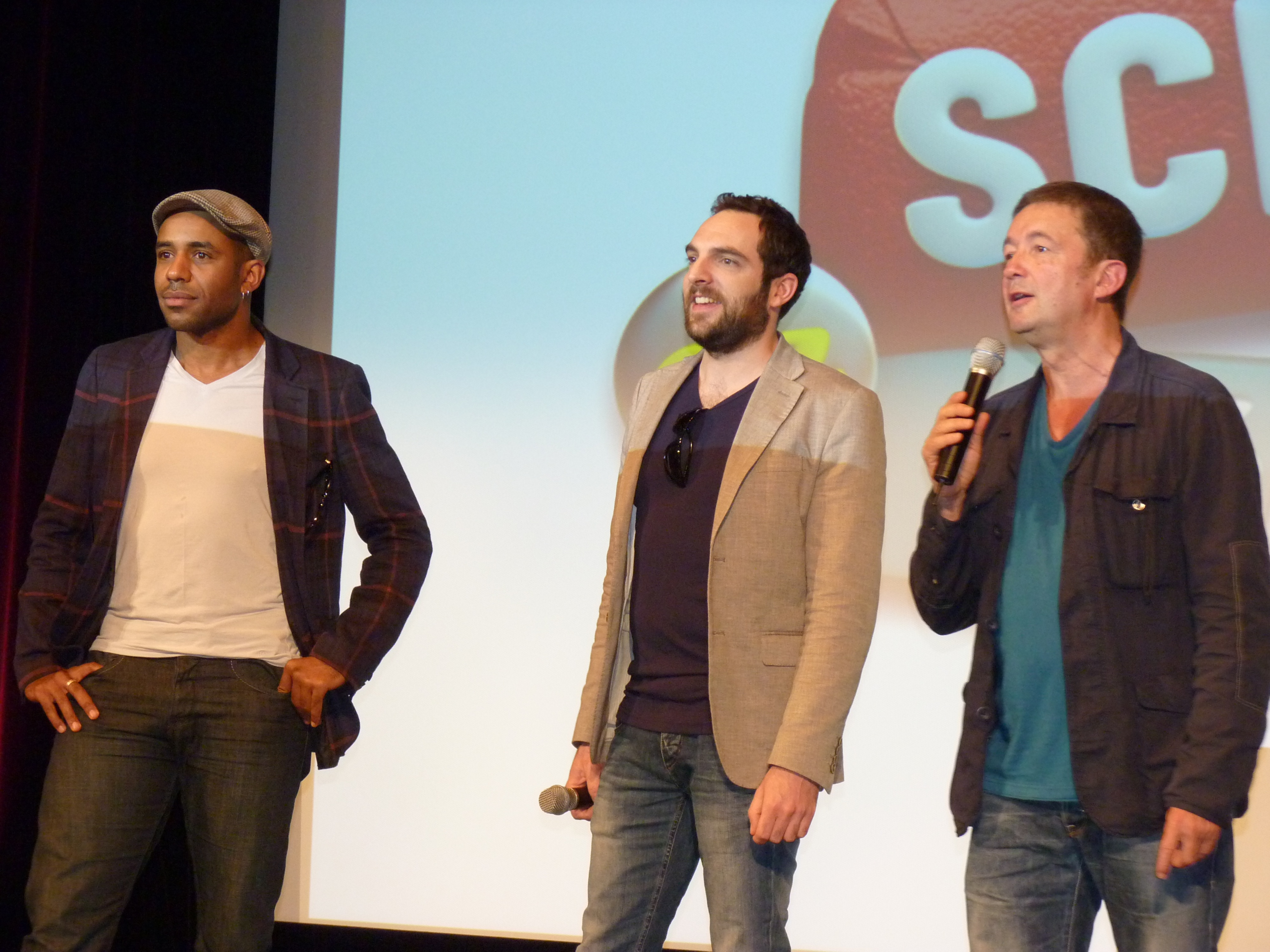
Loup-Denis Elion, David Mora et Frédéric Bouraly, trois acteurs de Scènes de ménages au Festival de télévision de Monte-Carlo en 2012.

Loup-Denis a suivi une formation au cours Florent. Il fait partie du groupe d'humoristes Le Comité de la Claque, qui acquiert une notoriété sur Internet pour ses fausses publicités mais surtout ses parodies de films. Dans le cadre de ce groupe, il participe en tant que comédien et auteur à plusieurs émissions et séries : Milk Shake TV sur TF6 et NT1, La Caverne sur AB1, puis Le Ciné du Comité diffusé sur France 4 depuis octobre 2011.
En 2005, il joue le rôle de Siméon dans le court métrage Apparences de Thierry Boscheron.
Dans la série humoristique Nous ne sommes pas des saints, il interprète en 2008 dans un paradis déjanté l'ange Gabriel.
En 2009, il est sélectionné dans une audition avec Audrey Lamy avec laquelle il forme l'un des trois premiers couples qui font le succès de Scènes de ménages sur M6.
Entre 2013 et 2015, il joue dans la pièce Open Space mise en scène par Mathilda May dans différents théâtres.
En 2021, il aura un rôle dans la saison 11 de la série télévisée Clem.

### Chanteur
Loup-Denis Elion a suivi une formation classique à la Maîtrise de Paris.
Comme ténor, il est membre du chœur de chambre Les Cris de Paris, avec lequel il effectue des tournées.
Il chante plusieurs airs du Chevalier de Saint-George, notamment dans l'opéra Le Nègre des Lumières. Loup-Denis Elion est également interprète lors de la journée de commémoration nationale des mémoires de la traite négrière, de l'esclavage et de leurs abolitions, le samedi 18 mai 2008, cérémonie officielle qui se déroule au jardin du Luxembourg, à Paris, en présence du président de la République française.
Il chante à quelques reprises en 2008,2009 et 2014 avec le groupe Chrysalide connu dans les années 80 avec le titre "En musique".
Son nom apparait au générique du film Indigènes de Rachid Bouchareb, dans lequel il est choriste.

## Théâtre
- 2002 : La Nuit des rois de William Shakespeare - tournée en France et en Afrique
- 2005 : Œdipe roi de Sophocle
- 2009 : Le Masque de lune - en tant que metteur en scène
- 2009 : Brundibár, opéra d'Hans Krása, Opéra Bastille
- 2009 : La Femme sans ombre, opéra de Richard Strauss, théâtre du Châtelet
- 2012 : Karaoké avec Les Cris de Paris
- 2013-2015 : Open Space de Mathilda May, mise en scène de l'auteur, théâtre Jean-Vilar puis théâtre du Rond-Point et Théâtre de Paris
- 2018 : Alors on s'aime ! de Flavia Coste, avec notamment Corinne Touzet, mise en scène Anne Bourgeois, théâtre des Variétés
- 2024 : Rupture à domicile de Tristan Petitgirard, mise en scène de l'auteur, théâtre Rive Gauche

## Filmographie

### Cinéma
- 2008 : Les vieux sont nerveux de Thierry Boscheron
- 2019 : Joyeuse retraite ! de Fabrice Bracq
- 2025 : Anges et Cie de Vladimir Rodionov

### Télévision
Clip musical: « Il avait les mots » de Sheryfa Luna. 

#### Téléfilms
- 2011 : À la maison pour Noël de Christian Merret-Palmair
- 2012 : Yes We Can d'Olivier Abbou
- 2013 : Les Mains de Roxana de Philippe Setbon
- 2015 : Envers et contre tous de Thierry Binisti
- 2017 : Bienvenue à Nimbao de Philippe Lefebvre
- 2018 : Meurtres à Lille de Laurence Katrian
- 2020 : Coup de foudre à Bangkok de Chris Briant
- 2023 : Maman a disparu de François Basset

#### Séries télévisées
- 2006 : Femmes de loi , épisode Protection mortelle (6.1) : un juré
- 2009 : Nous ne sommes pas des saints de Nicolas Ragni : l'ange Gabriel
- 2009 - 2018 : Scènes de ménages : Cédric (saisons 1 à 9 - 1716 épisodes)
- 2011 : Milk Shake TV
- 2011 : La Caverne
- 2011 : Le Ciné du Comité
- 2015 : Mes chers disparus de Stéphane Kappes : Georges Elbert
- 2015 : Ma pire angoisse de Romain Lancry : Marco
- 2016 : La Folle Soirée du Palmashow 3
- 2018 : Alice Nevers (saison 16, épisode 3)
- 2019 : Pour Sarah de Frédéric Berthe : Dr Diomar
- 2020 : Réunions de Laurent Dussaux : Jérémy
- 2021 : Clem : Matthieu Colina
- 2022 : Année Zéro d'Olivier Barma
- 2024 : Marianne (saison 2, épisode 2) : Damien Rabiot
- 2024 : L'Art du crime (saison 7, épisode 2)

## Doublage

### Cinéma

#### Films d'animation
- 2017 : Capitaine Superslip de Rob Letterman et David Soren : Georges[12]

#### Séries d'animation
- 2020 : Kipo et l'Âge des animonstres : Lio Oak